# Benjamin H. Freedman
Benjamin Harrison Freedman (4. října 1890 New York – květen 1984 Garden City) byl americký podnikatel, popírač holokaustu a antisionista. Narodil se v židovské rodině, ale konvertoval z judaismu k římskokatolické víře. Mimo politické aktivity byl společníkem dermatologického ústavu a investorem do malých podniků.

## Aktivity
Finančně podporoval spisovatele Conde McGinleyho, vydavatele antisemitského časopisu Common Sense. V procesu rabína Joachima Prinze proti McGinleymu za urážku na cti z roku 1955 Freedman vypověděl, že „on [Freedman] poskytl panu McGinleymu finanční podporu více než 10 000 dolarů, ale méně než 100 000 dolarů“. Prinz žaloval McGinleyho za to, že ho nazval „rudým rabínem“.
V roce 1950 se postavil proti jmenování Anny M. Rosenbergové náměstkyní ministra obrany Spojených států.
Byl politicky aktivní až do poloviny 70. let, kdy mu bylo hodně přes 85 let. Zemřel v květnu 1984 ve věku 94 let.
Je zmíněn ve zprávě Výboru pro neamerickou činnost.